# 辰巳台神社
辰巳台神社（たつみだいじんじゃ）は千葉県市原市辰巳台東にある神社。

## 由緒
辰巳台地区住民の願いにより、昭和43年11月3日に飯香岡八幡宮本社の別宮として辰巳台神社が当地に祀られた。辰巳台中央公園のそばにある。平成30年に御鎮座五十年記念碑が建てられた。

## 祭神
誉田別尊・息長帯姫尊・玉依姫尊

## アクセス
JR内房線　八幡宿駅から労災病院行き小湊バス　辰巳団地東下車